# عبد الكريم الدجيلي
عبد الكريم مجيد عيسى الدُّجَيْلي  (1906 - 4 نوفمبر 1974) شاعر وكاتب عراقي من أهل القرن العشرين الميلادي/الرابع عشر الهجري. ولد في مدينة النجف ونشأ بها. وفي عام 1934 رحل إلى القاهرة ليلتحق بمدرسة دار العلوم العليا حيث أمضى فيها أربعة أعوام انتهت بحصوله على إجازتها. عُيّن - بعد عودته إلى العراق - مدرسًا في إحدى المدارس الثانوية ببغداد، ثم نقل إلى دار المعلمين الابتدائية، ثم إلى الثانوية العسكرية، إلى أن انتهى به الأمر في دار المعلمين العالية إبان الخمسينيات وحتى أوائل الستينيات، ما بين عامي (1958 - 1963)، حيث قبض عليه وأودع السجن، في نهاية تلك المدة. انصرف - بعد إحالته إلى التقاعد - إلى التأليف والكتابة، وسافر إلى بعض أقطار المغرب يتعقب المخطوطات، وكان كاتبًا مصنفًا شاعرًا. توفي في بغداد. له من تآليف شرح وتحقيق ديوان أبي الأسود الدؤلي والبند في الأدب العربي والشعر العراقي الحديث وغيرهم وديوانه مع السائرين.

## سيرته
هو عبد الكريم بن مجيد بن عيسى بن حسن الدجيلي، ولد سنة 1906 في النجف ونشأ بها. تعلم اللغة العربية والفقه والأصول، وتأثر بأوساط النجف الأدبية فنظم الشعر. رحل إلى القاهرة سنة 1934 وتخرجت في كلية دار العلوم العليا سنة 1938 فانخطرت في سلك التدريس في المدارس الثانوية ودور المعلمين ثم للتعليم العالي فقام بتدريس اللغة بدار المعلمين العالية ثم انتقل إلى وزارة التربية في التفتيش الاختصاصي. حتى إحالته على التقاعد. وكان أحد مؤسسي جمعية الرابطة الأدبية في النجف في بداية الثلاثينات. وهو كاتب أيضا في مجالات الأدبية.

بدأ ينظم الشعر من عام 1927، وصف نفسه «الا أنني لم أكن من الشعراء الذين ينظمون بكل مناسبة. فانا في واقع الأمر ناظم لا شاعر. والشاعر شيء والناظم شيء آخر حسب رأيي.»

توفي في بغداد في يوم 4 نوفمبر 1974.

## مؤلفاته
- شرح وتحقيق ديوان أبي الأسود الدؤلي، 1954.
- البند في الأدب العربي، 1958.
- الشعر العراقي الحديث أو محاضرات عن الشعر العراقي، محاضرات القيت على طلاب معهد الدراسات العربية العليا في القاهرة، 1959.
- مع السائرين، ديوان شعر، 1961.
- الجواهري شاعر العربية
- المرشد في الإملاء ورسم الخط العربي
- في الهمزة
- القصيدة البائية في رثاء فيصل
- ديوان الأدب شرح وتعليق
- الفتح على أبي الفتح لابن فورجه
- شعر الجواهري
- مما قرأت وسمعت

## وصلات خارجية
- عبد الكريم الدجيلي في «معجم البابطين لشعراء العربية في القرنين التاسع عشر والعشرين»
- عبد الكريم الدجيلي في «أرشيف المجلات»